# Cemal Süreya
Cemalettin Seber, lepiej znany jako Cemal Süreya (ur. 1931 w Erzincan, zm. 9 stycznia 1990 w Stambule) – turecki poeta, pisarz i tłumacz pochodzenia kurdyjskiego. Jeden z wiodących poetów modernistycznego nurtu w poezji tureckiej tzw. Drugiej Fali Nowej Poezji. Oprócz zbiorów poezji Üvercinka (1958), Göçebe (1965), Beni Öp Sonra Doğur Beni (1973),Uçurumda Açan (1984), Sıcak Nal (1988), Güz Bitigi (1988), Sevda Sözleri (1990) był autorem krytyk literackich, esejów, pamiętników i antologii. Najczęstszymi tematami w jego twórczości są miłość, kobieta, samotność, krytyka społeczna i polityczna, śmierć, idea Boga, portrety ludzkie. Süreya jest autorem blisko czterdziestu tłumaczeń z języka francuskiego na turecki. W latach 1960–1970 (nieregularnie) wydawał zajmujący wyjątkową pozycję na mapie ówczesnych tureckich czasopism literackich miesięcznik Papirüs, w którym Süreya, zwolennik socjalizmu, obok swoich poglądów teoretyczno-literackie publikował również poglądy polityczno-ideologiczne.
Süreya był czterokrotnie żonaty oraz miał liczne romanse i związki pozamałżeńskie, w tym z poetką Tomris Uyar. Przez całe życie artystyczne posługiwał się wieloma pseudonimami. Zmarł 9 stycznia 1990 roku w wyniku pozawałowej śpiączki cukrzycowej i został pochowany na cmentarzu Kulaksız w Stambule 11 stycznia 1990 roku.
W 1959 roku poeta został laureatem nagrody poetyckiej Yeditepe Şiir Armağanı (Üvercinka), w 1966 roku otrzymał nagrodę poetycką Rady Języka Tureckiego Türk Dil Kurumu Şiir Ödülü (Göçebe), w roku 1988 został laureatem nagrody poetyckiej Necatigil Şiir Ödülü (Sıcak Nal ile Güz Bitigi). Od 1991 roku Towarzystwo Kultury i Sztuki im. Cemala Süreyi (tur. Cemal Süreya Kültür ve Sanat Derneği) cyklicznie, co trzy lata przyznaje nagrodę poetycką im. Cemala Süreyi (Cemal Süreya Şiir Ödülü).

## Życiorys

### Rodzina i dzieciństwo
Cemal Süreya (wł. Cemalettin Seber) urodził się w 1931 roku w Erzincan w kurdyjsko – alewickiej rodzinie. Ojciec poety, Hüseyin Seber (1905 – 1957) był z pochodzenia Kurdem. Zajmował się transportem drogowym. Matką poety, była pochodząca z Zaza, Güllü Hanım (1915 – 1939) znana jako „Gülbeyaz”. Z ich małżeństwa urodziło się czworo dzieci: Cemalettin, Perihan, Ayten i Kemal. Najmłodszy syn Kemal zmarł, gdy miał rok. Po masakrze w Dersim (obecnie Tunceli) rodzina poety została zesłana z rodzinnego Pülümür i osiedliła się w Bilecik. Matka poety zmarła w wieku dwudziestu trzech lat, pół roku po przeprowadzce do Bilecik w wyniku komplikacji po poronieniu. Gdy sytuacja materialna rodziny mocno się pogorszyła, Süreya został wysłany ciotki w Stambule, by tam uczęszczać do szkoły podstawowej. Po jakimś czasie do Stambułu dołączył do niego ojciec i siostry. Ze względu na zakaz opuszczania miejsca pobytu przez okres dwudziestu lat od daty zamieszkania, jaki obowiązywał zesłańców, rodzina została odesłana do Bilecik. Po śmierci matki poety jego ojciec ożenił się jeszcze dwukrotnie. Süreya, chcąc uniknąć prześladowań i złego traktowania ze strony drugiej macochy potajemnie ubiegał się o stypendium do szkoły z internatem.

### Edukacja

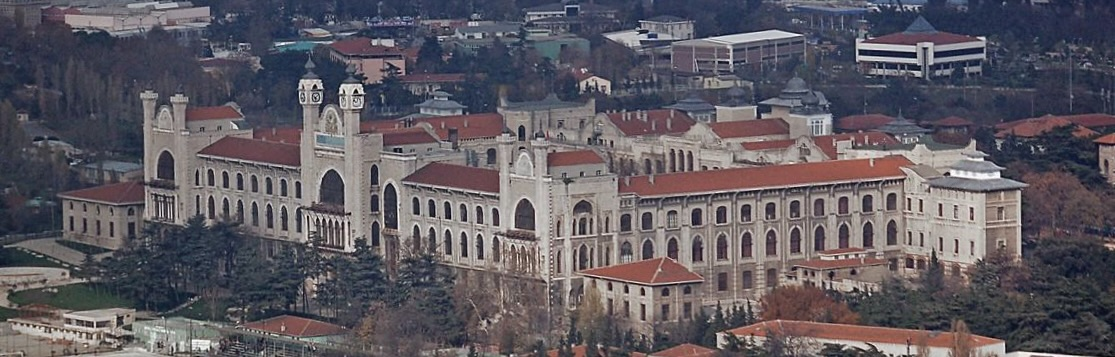
Liceum Haydarpaşa w Stambule, do którego Süreya uczęszczał w latach 1947–1948.

Süreya nauczył się czytać i pisać zanim jeszcze poszedł do szkoły. Pierwszym nauczycielem poety był jego wujek Memo, który nie tylko zapełniał pustkę po często nieobecnym ojcu, ale też uczył małego Süreyę czytania, pisania, matematyki i malarstwa. Süreya z powodów zdrowotnych rozpoczął naukę w szkole podstawowej z rocznym opóźnieniem w 1939 roku. Uczęszczał do szkoły podstawowej Beyoğlu w Stambule. Już jako mały chłopiec czytał „wszystko, co wpadło mu w ręce”, w tym książki religijne i o Alim i społeczności alewickiej. W 1941 r. musiał wrócić do Bilecik, gdzie kontynuował naukę. Chcąc uciec od swojej macochy, Esmy Hanım, kandydował do gimnazjum z internatem i w 1944 roku rozpoczął naukę w gimnazjum Bilecik.
Po ukończeniu szkoły średniej w 1947 r. Süreya kontynuował naukę w liceum z internatem Haydarpaşa w Stambule. Wtedy też napisał swoje pierwsze wiersze. Stosował aruz – metrum iloczasowe, charakterystyczne dla klasycznej poezji tureckiej. W 1950 roku rozpoczął studia na Wydziale Finansów i Ekonomii Wydziału Nauk Politycznych w Ankarze. W tym okresie opublikował swoje pierwsze wiersze, w których odszedł od rytmiki iloczasowej aruz. Po ukończeniu studiów w 1954 r., Süreya służył w wojsku w stopniu porucznika, i ukończywszy specjalistyczne kursy uzupełniające uzyskał również tytuł prawniczy.

### Służba cywilna
25 listopada 1954 r. Süreya rozpoczął pracę jako stażysta w Urzędzie Skarbowym Eskişehir. W 1955 r. udał się do Stambułu, gdzie 11 sierpnia 1955 r. został zatrudniony jako asystent inspektora finansowego w Radzie Nadzoru Finansowego. Druga połowa lat pięćdziesiątych to niezwykle płodny okres w twórczości poety. Pojawia się też koncepcja wydawania pisma literackiego. Awansując na inspektora finansowego piątego stopnia Süreya zawodowo zaczął jeździć w różne rejony kraju. Między lipcem 1959 a 31 grudnia 1960 roku poeta odbył służbę wojskową, po czym w roku 1961 został desygnowany na stanowisko inspektora finansowego w Ankarze, skąd został delegowany do Paryża na roczną wizytę studyjną.
Po powrocie do kraju Süreya odbył wiele podróży służbowych między innymi do: Kars, Ağrı, Çanakkale i Tekirdağ. Jako inspektor dołożył wszelkich starań, by teren bitwy pod Çanakkale otrzymał status zabytku. Po przeniesieniu do Stambułu w 1964 r., 31 lipca 1965 r. odszedł z Rady Nadzoru Finansowego i skupił się na literaturze i na wydawaniu czasopisma. Po zamachu stanu i ogłoszeniu Memorandum z 12 marca 1971 roku Süreya zmuszony został do powrotu do służby cywilnej. 7 lutego 1975 roku został dyrektorem mennicy i drukarni znaczków, zrezygnował jednak ze stanowiska z powodu konfliktu z ówczesnym ministrem finansów Yılmazem Ergenekonem. Poeta wrócił do Ankary, by zostać członkiem Komisji ds. Analiz Finansowych.
Süreya był również członkiem dziewięcioosobowej Rady Kultury powołanej przez Ministerstwo Kultury i Turystyki Republiki Turcji. Na emeryturę przeszedł 2 lutego 1982 jako wysoki urzędnik państwowy. Wtedy też został powołany na członka zarządu zagrożonego upadłością banku Odibank (Middle East İktisat Bank). Objął również stanowisko redaktora encyklopedii Yurt, Meydan Larousse i ANSA Omnis oraz zaangażował się w działalność wydawniczą.

### Małżeństwa i życie osobiste
Cemal Süreya był czterokrotnie żonaty. Pierwszą żona poety była Seniha Nemli, którą poznał w drugiej klasie gimnazjum w Bilecik. Chociaż ojciec Süreyi nie wyraził zgody na to małżeństwo, Süreya zaręczył się z Senihą Hanım i para pobrała się 7 listopada 1954 roku. Owocem tego małżeństwa jest córka poety Ayçe (ur. 1955). Nieszczęśliwy w małżeństwie, rozchwiany emocjonalnie i mający napady złości Süreya, w urzędzie skarbowym Eskişehir, gdzie pracował jako stażysta poznał kobietę, którą nazywa Üvercinka i wdał się z nią romans. Związek skończył się, gdy poeta został oddelegowany służbowo do Stambułu. W 1958 roku Süreya wniósł o rozwód, który otrzymał po siedmiu latach procesowania się z żoną. W 1961 roku poeta zaręczył się z Suną Lokman i wyjechał służbowo do Paryża. Po powrocie zerwał jednak zaręczyny. W 1964 roku Süreya został delegowany do Stambułu, gdzie poznał poetkę Tomris Uyar, z którą żył w nieformalnym związku do 1966 roku.
Kiedy Cemal Süreya po raz drugi zaczął wydawać pismo Papirüspoznał Zühal Tekkanat. Para wzięła ślub w sierpniu 1967 roku. Z tego małżeństwa poeta miał syna Memo Emraha (ur. 23 listopada 1969). Ze względów finansowych poeta zmuszony był wrócić do służby cywilnej i przeprowadza się do Ankary, zostawiając żonę i syna w Stambule. W Ankarze Süreya dedykuje żonie zbiorek Beni Öp Sonra Doğur Beni. Choć po jakimś czasie żona i syn dołączyli do poety, obustronny brak porozumienia, wzajemna podejrzliwość o zdradę oraz agresja poety wobec żony doprowadziła do rozpadu małżeństwa i rozwodu (1975). W lutym 1975 roku Süreya poślubił nauczycielkę języka francuskiego Güngör Demiray, lecz po dziesięciu miesiącach małżeństwo kończy się rozwodem. W 1976 r. ponownie zaręcza się z Tekkanat. Po roku para się jednak rozstaje. Dziesięć miesięcy później rozwodzą się. W 1980 roku Cemal Süreya żeni się z wdową i matką czworga dzieci Birsen Sağnak. To małżeństwo przetrwało do śmierci poety (1990).

### Wygląd zewnętrzny i osobowość
Süreya w dzieciństwie był nieśmiałym, chorowitym i cherlawym chłopcem. Twierdził, że z powodu przebytej malarii miał głowę nieproporcjonalnie dużą w stosunku do reszty ciała. Nieśmiałość, niska samoocena, wycofanie, przewrażliwienie na swoim punkcie i perfekcjonizm towarzyszyły poecie również w dorosłości. Mimo licznych związków, Süreyę cechowała chorobliwa zazdrość o kobiety, która w sytuacji napięć i kryzysów objawiała się stosowaniem agresji i przemocy wobec partnerek.

### Światopogląd i poglądy polityczne
Süreya określał siebie jako „demokratycznego intelektualistę sympatyzującego z lewicą”. Süreya nie należał do żadnej partii politycznej, podkreślał jednak, ratunkiem dla Turcji i jedyną szansą na rozwój jest socjalizm. W swoich tekstach, przez pryzmat socjalizmu podejmował tematykę związaną z państwem, inteligencją, społeczeństwem, polityką, sztuką, artystami, krytykował rządy Partii Demokratycznej (tur. Demokrat Parti), Partii Sprawiedliwości (Adalet Partisi) i Partii Ojczyźnianej (Anavatan Partisi) i demokrację określając ją jako „narzędzie burżuazji”.

### Śmierć
W 1982 r. u Süreyi zdiagnozowano skurcz serca w 1982 roku. Jego problemy zdrowotne pogłębiły się, gdy poeta cierpiący na depresję zaczął nadużywać alkoholu. 6 stycznia 1990 roku Süreya miał atak serca. Poeta zmarł we wtorek, 9 stycznia 1990 r. w wyniku śpiączki cukrzycowej. 11 stycznia 1990 roku Süreya został pochowany na cmentarzu Kulaksız, gdzie pochowany jest również jego wuj Memo.

## Twórczość

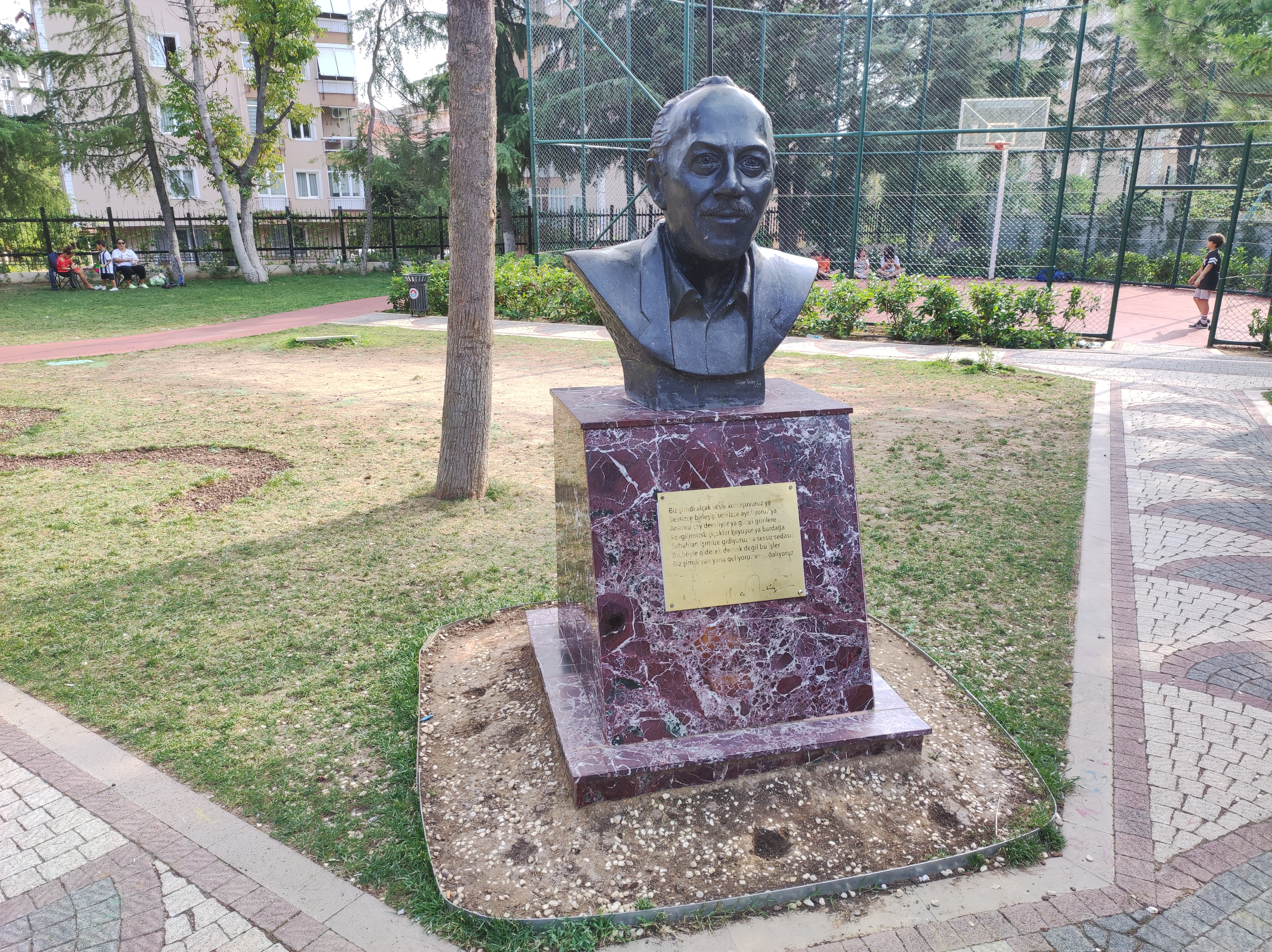
Popiersie Cemala Süreyi w stambulskim parku nazwanym jego imieniem w Maltepe

Cemal Süreya jest jednym z wiodących poetów nurtu Drugiej Fali Nowej Poezji. W latach szkoły podstawowej czytał głównie utwory o treści religijnej. Miłość do poezji wzbudziły w Süreyi opowiadana mu przez matkę miłosna historia Kerema i Aslı, epos o Köroğlu oraz opowieści o bataliach Alego. Jego pierwszym krokiem w stronę poezji były wiersze, które napisał do swojego koleżanki z liceum, a później żony, Senihy Hanım. W liceum poeta interesował się klasyczną poezją dywanową, używał też charakterystycznego dla niej metrum iloczasowego tzw. aruzu. Samodzielnie nauczył się tureckiego osmańskiego. Swój pierwszy wiersz „Şarkısı-Beyaz” opublikował w czasopiśmie Mülkiye 8 stycznia 1953 r. Jego poezja zaczęła ukazywać się również w czasopismach Asır, Yeditepe i Yenilik. Utworem, który przyniósł Süreyi sławę, był wiersz „Gül” (pol. Róża) opublikowany w czasopiśmie Yeditepe w czerwcu 1954 roku. Swoje utwory publikował w takich tytułach jak Şiir Sanatı, Evrim, Yenilik, Şimdilik, Pazar Postası. Najczęstszymi tematami wybrzmiewającymi z poezji Süreyi są miłość, kobieta, samotność, krytyka społeczna i polityczna, śmierć, idea Boga, portrety ludzkie. Poeta zazwyczaj pisał wierszem wolnym, posługiwał się również formami poetyckimi charakterystycznymi dla klasycznej poezji dywanowej (dworska).

### Pseudonimy
Süreya używał wielu pseudonimów. Gdy został redaktorem naczelnym wydziałowego pisma Kazgan teksty podpisywał pseudonimem Cemasef. Teksty, które publikował na łamach Pazar Postası i Vatan podpisywał jako Osman Mazlum, Ali Fakir lub Dr. Suat Hüseyin; przekłady poezji, jakie ukazywały się w czasopiśmie Papirus podpisywał pseudonimem Hasan Basri, ilustracje i karykatury poety publikowane w piśmie Mülkiye podpisywał jako Charles Suares; w gazecie Çağrı używał pseudonimu Suna Gün; w magazynie Su używał pseudonimów Ali Hakir, Hüseyin Karayazı i Adil Fırat.

### Działalność wydawnicza
Cemal Süreya swoje pierwsze czasopisma: Yumurcak, Kahkaha, Çocuk Duygusu wydawał już w szkole podstawowej. Pierwszy numer pisma Papirüs opublikował w sierpniu 1960 roku. Ze względu na stanowisko urzędnicze, które pełnił, oficjalnie wydawcą tytułu była Suna Lokman. W 1961 roku ukazały się cztery numery pisma. Wydawanie pisma poeta wznowił w czerwcu 1966 roku. Wówczas, do 1970 roku ukazało się czterdzieści siedem numerów pisma. Po zamachu stanu z 12 marca 1971 roku Süreya zmuszony był wstrzymać wydawanie pisma i wrócić do posady urzędniczej. Poeta po raz trzeci wznowił wydawanie pisma Papirüs w kwietniu 1980 roku. Zamach stanu z 12 września 1980 spowodował, że ukazał się tylko jeden numer.

## Dzieła
Zbiory wierszy
- 1958: Üvercinka
- 1965: Göçebe
- 1973: Beni Öp Sonra Doğur Beni
- 1984: Uçurumda Açan (Sevda Sözleri içinde)
- 1988: Sıcak Nal
- 1988: Güz Bitigi
- 1990: Sevda Sözleri (bütün şiirleri)

Proza
- 1976: Şapkam Dolu Çiçekle
- 1982: Günübirlikler
- 1990: Onüç Günün Mektupları
- 1991: Günler
- 1991: 99 Yüz İzdüşümler/Söz Senaryosu
- 1992: Aydınlık Yazıları/Paçal
- 1992: Oluşum'da Cemal Süreya
- 1992: Folklor Şiire Düşman
- 1992: Papirüs'ten Başyazılar
- 1993: Aritmetik İyi Kuşlar Pekiyi

Antologia
- 1966: Mülkiyeli Şairler
- 1967: 100 Aşk Şiiri

Wywiady
- 1997: Güvercin Curnatası

Czasopisma
- xxxx: Papirüs